# Новогодишње дрво
Новогодишње дрво (Божићно дрво, Божићно дрвце, Новогодишње дрвце, Новогодишња јелка, Божићна јелка), једна је од најпознатијих и најпопуларнијих традиција које се повезују с прославом Божића и Нове године. То је обично зимзелено стабло које се уноси у дом или се поставља на отвореном, неколико дана пред почетак нове календарске године.
Грегоријански хришћани божићно дрво украшавају бадњег дана, док англикански верници јелку ките најчешће у децембру. Дрво се украшава разнобојним куглицама, украсним тракама и светлећим лампицама. На врх дрвета често се постављају анђео или звезда репатица која представља Витлејемску звезду из приче о рођењу Исуса Христа.

## Историја божићног (новогодишњег) дрвета
Употреба четинара за украшавање домова током зимских прослава датира из библијских времена. До 7. века н.е. пагански обичај употребе зеленила током прославе зимског солстиција је постао део верских обичаја током божићних празника. Иако је кићење дрвећа упражњавано током зимских фестивала давно пре појаве хришћанства божићно или новогодишње дрво је релативно нова појава.

### Порекло обичаја
Тачно порекло ове традиције није познато. Вероватно потиче од обичаја кићења јелки јабукама, што би требало да симболише Дрво познања добра и зла у Рајском врту. Обичај се појављује у Немачкој у 16. веку. Дрвеће окићено јабукама користи се у морално-поучним игроказима да покаже сукоб добра и зла. Популарност коју данас има божићно дрво је задобило за време Мартина Лутера, протестантског реформатора, који уводи и обичај кићења јелки свећицама. Данас су јабуке замењене куглама, а свећице различитим светлећим лампионима.
У Британију је овај обичај увео принц Алберт, супруг краљице Викторије, половином 19. века. Након тога божићно дрво брзо је освојило Европу и цео свет.
У Србији се такође овај обичај појавио крајем 19. века, најпре код католика а нешто касније и код православног становништва. До почетка 20. века проширио се по већим местима, док се по селима јавља нешто касније. Данас се у Србији јелка украшава најчешће за Нову годину (новогодишње дрво), док јој се пред Јулијански Божић придружује традиционални Бадњак.

### Божићно дрво у Сједињеним Америчким Државама
Обичај кићења божићног дрвета у Сједињене Америчке Државе донели су Хесени (немачке помоћне трупе које је за војну службу ангажовала британска влада) током Америчког рата за независност. Био је то резултат носталгије и жеље да се на далеки континент пренесе део домовине.
Априла 1926. године гигантска секвоја (Sequoiadendron giganteum) „Генерал Грант“ у Краљевском националном парку у Калифорнији, друга највећа секвоја на свету, стара око 3000 година, проглашена је за званично национално божићно дрво.

## Производња новогодишњих јелки
До скоро су се током предновогодишње еуфорије у продаји најчешће могле наћи јелке посечене у природи. Већ средином 20. века ове сече су запретиле да десеткују шумски фонд, па је широм света покренута иницијатива за спречавање ове праксе.
Данас је производња новогодишњих јелки, сечених или са бусеном постала уносна пољопривредна делатност. Сваке године само у Северној Америци произведе се око 35 милиона милиона јелки са бусеном, док се у Европи произведе и до 60 милиона стабала. У Сједињеним Америчким Државама постоји око 15.000 узгајивача међу којима око 5.000 расадника „бирај и сеци“.
Расадничарска производња новогодишњих јелки и код нас се развила почетком 21. века, што је резултирало драстичним смањењем сече. Законом о шумама у Србији је забрањена сеча четинарских стабала током новогодишњих и других празника.
- Сечене јелке и јелке у бусену

Осим јелки у бусену последњих деценија популарне су и јелке направљене од различитих рециклираних материјала.
Најчешће врсте које се узгајају као божићно (новогодишње) дрвеће су врсте из породице јела и смрча.